# Asiatisk Plads
Asiatisk Plads er en gade og et område i København, beliggende på Christianshavn mellem Strandgade og Københavns Havn. Navnet kommer efter Asiatisk Kompagni, som havde hovedsæde på Strandgade fra 1732 til 1843. Udenrigsministeriet er beliggende på Asiatisk Plads.